# Majski hrošč
Majski hrošč, tudi poljski majski hrošč (znanstveno ime Melolontha melolontha), je vrsta hroščev iz družine skarabejev, razširjena po Evropi in Mali Aziji. Znan je po tem, da odrasli rojijo v večernem mraku od sredine aprila do sredine junija (največkrat maja, po čemer je dobil tudi ime) na poljih, v vrtovih, parkih in podobnih okoljih. V preteklosti je zaradi številčnosti veljal za hudega kmetijskega škodljivca, po drugi svetovni vojni pa so z množično uporabo insekticidov njegovo populacijo zdesetkali in ponekod celo iztrebili. Šele v zadnjih desetletjih se zaradi regulacije insekticidov spet pogosteje pojavlja.
Vrsta je zelo podobna bližnje sorodnemu, a mnogo redkejšemu malemu majskemu hrošču, med njima po anatomskih znakih ni ostre ločnice.

## Telesne značilnosti
Odrasli merijo 2 do 3 cm v dolžino in imajo črno glavo ter oprsje, poraslo z belkastimi dlačicami, pokrovke kril pa so kostanjevo rjave, vsaka s po štirimi vzdolžnimi grebeni. Tipalnice se končajo s serijo lamel, s katerimi se poveča površina; tipalnice samcev jih imajo po sedem, tipalnice samic pa po šest.
Ličinke opisujejo kot »zavaljene«, so bele barve z rjavo obarvano kapsulo za glavo, najstarejše dosežejo do 5 cm v dolžino. Skozi prosojen zadek se pogosto vidni temna vsebina prebavil. Imajo močne noge in grizalo.

## Ekologija in razširjenost
Uspeva v raznolikih okoljih od nižin do gorskega sveta po skoraj vsej Evropi od Irske do Male Azije, v območjih, kjer so prisotne listopadne rastlinske vrste. Odrasli se prehranjujejo z listjem različnih vrst dreves in grmovja, ličinke (ogrci) pa živijo v zemlji in obžirajo korenine. Območje razširjenosti je manjše kot pri malemu majskemu hrošču, saj za razvoj potrebuje nekoliko višje temperature. Tudi v Severni Evropi je razširjen le v delih, ki mejijo na Srednjo Evropo in je denimo odsoten v večjem delu Skandinavije.
Aktivni so večinoma v mraku, ko letajo okrog in iščejo hrano, pogosto tudi priletijo na luč. Parijo se pozno spomladi. Razvoj traja tri leta oz. v hladnejših območjih štiri, zato so opazni tri- do štiriletni cikli množičnega pojavljanja odraslih hroščev. Mlade ličinke požrejo iztrebke samice, s čimer dobijo simbiontske črevesne bakterije, ki sodelujejo pri prebavljanju celuloze. Zgodnji razvoj traja do šest tednov, nato se ustavi čez zimo, med katero ličinke mirujejo globoko v tleh, in nadaljuje v toplejšem delu naslednjega leta. Konec zadnjega leta razvoja se zabubijo in po mesecu ali dveh odrastejo, vendar odrasli osebki ostanejo v zemlji čez zimo ter izlezejo šele spomladi.

### Pomen za človeka
Največjo težavo predstavljajo ličinke, ki obžirajo koreninice kulturnih rastlin in lahko povzročijo večji izpad pridelka, pa tudi odmiranje dreves v gozdovih. Odrasli delajo pomembno škodo v kmetijtvu le ob najhujših izbruhih.
Kot škodljivci v evropskem kmetijstvu so znani že od predindustrijske dobe, ko so bili mnogo številčnejši. Takrat so bile fizične metode zatiranja edine dostopne: hrošče so pobirali ročno in prekrivali tla, da bi preprečili samicam odlaganje jajčec. Vendar je bil učinek teh dejavnosti majhen. Predstavljali so tako grožnjo za preživetje, da je bil sprožen znameniti srednjeveški sodni proces v Avignonu, v katerem je bilo tamkajšnjim hroščem ukazano, naj se umaknejo na posebej določeno območje, sicer bodo prepovedani. Iz tega časa in kasnejših stoletij izvirajo tudi številne kulturne reference.
Po drugi svetovni vojni je razvoj pesticidov prvič omogočil učinkovito zatiranje žuželčjih in drugih škodljivcev. S pripravki, kot je DDT, so do 1970. let praktično iztrebili populacije v več delih celine. Kasneje so zaradi škodljivih učinkov pesticidov na okolje in zdravje ljudi te snovi po Evropi regulirali, močno se je zmanjšala uporaba snovi s širokim spektrom delovanja, namesto katerih so prišle na trg bolj tarčne snovi. V zadnjih desetletjih se majski hrošč znova pojavlja v večjem številu in zbuja večjo zaskrbljenost v kmetijstvu ter gozdarstvu, zato potekajo raziskave alternativnih načinov nadzora škodljivca.